# In paradisum et Chorus angelorum
Pour les articles homonymes, voir In Paradisum (homonymie).
Les In paradisum et Chorus angelorum sont une paire d'incipit faisant partie de l'absoute, épisode qui avait traditionnellement sa place à l'issue de l'office catholique des défunts. Il s'agit des antiennes grégoriennes chantées à la fin de la cérémonie des funérailles, lorsque la procession se forme pour accompagner le cercueil du défunt, porté hors de l'église et vers le cimetière. 
Ces textes, desquels les fonctions à l'origine n'étaient pas identiques, se diffusent plutôt par la dernière pièce du requiem (dès 1888) de Gabriel Fauré.

## Texte
| latin | français |
| --- | --- |
| In paradisum deducant te angeli, in tuo adventu suscipiant te martyres, et perducant te in civitatem sanctam Ierusalem. | Que les anges te conduisent au paradis ; qu'à ton arrivée les martyrs te reçoivent et t'introduisent dans la cité sainte, Jérusalem. |

| latin                                                                                | français                                                                                                |
| ------------------------------------------------------------------------------------ | --- |
| Chorus angelorum te suscipiat, et cum Lazaro quondam paupere æternam habeas requiem. | Que le chœur des anges te reçoive, et qu'avec Lazare, le pauvre de jadis, tu jouisses du repos éternel. |

Lors de la procession, ces deux antiennes sont chantées en alternance.

## CAO
Antiennes grégoriennes authentiques, les deux sont enregistrées dans le catalogue de Corpus antiphonalium officii (tome III, 1968), par Dom René-Jean Hesbert  :
- CAO 3266 : In paradisum
- CAO 1783 : Chorus angelorum

## Partition
Voir aussi Synopsis pour les transcriptions plus correctes.

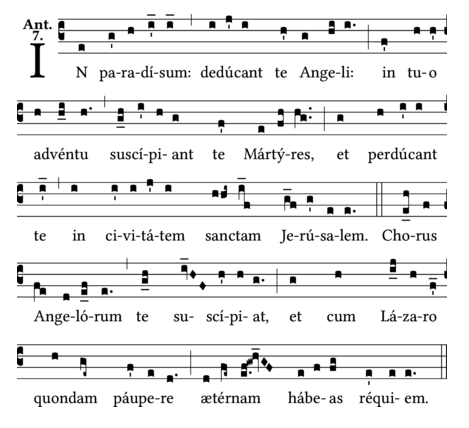
Une version de l'édition de Solesmes, publiée au XXe siècle. À partir de 2005, tous les signes (sauf de petites notes, telle celle de sanctam ainsi que le quilisma) y sont supprimés. En effet, ils avaient été ajoutés sous influence de la musique contemporaine. On peut analyser, avec ces notations, le lien étroit entre le texte (surtout l'accent) et l'élan musical, qui était la grammaire fondamentale du chant grégorien authentique.

## Historique

### Moyen Âge

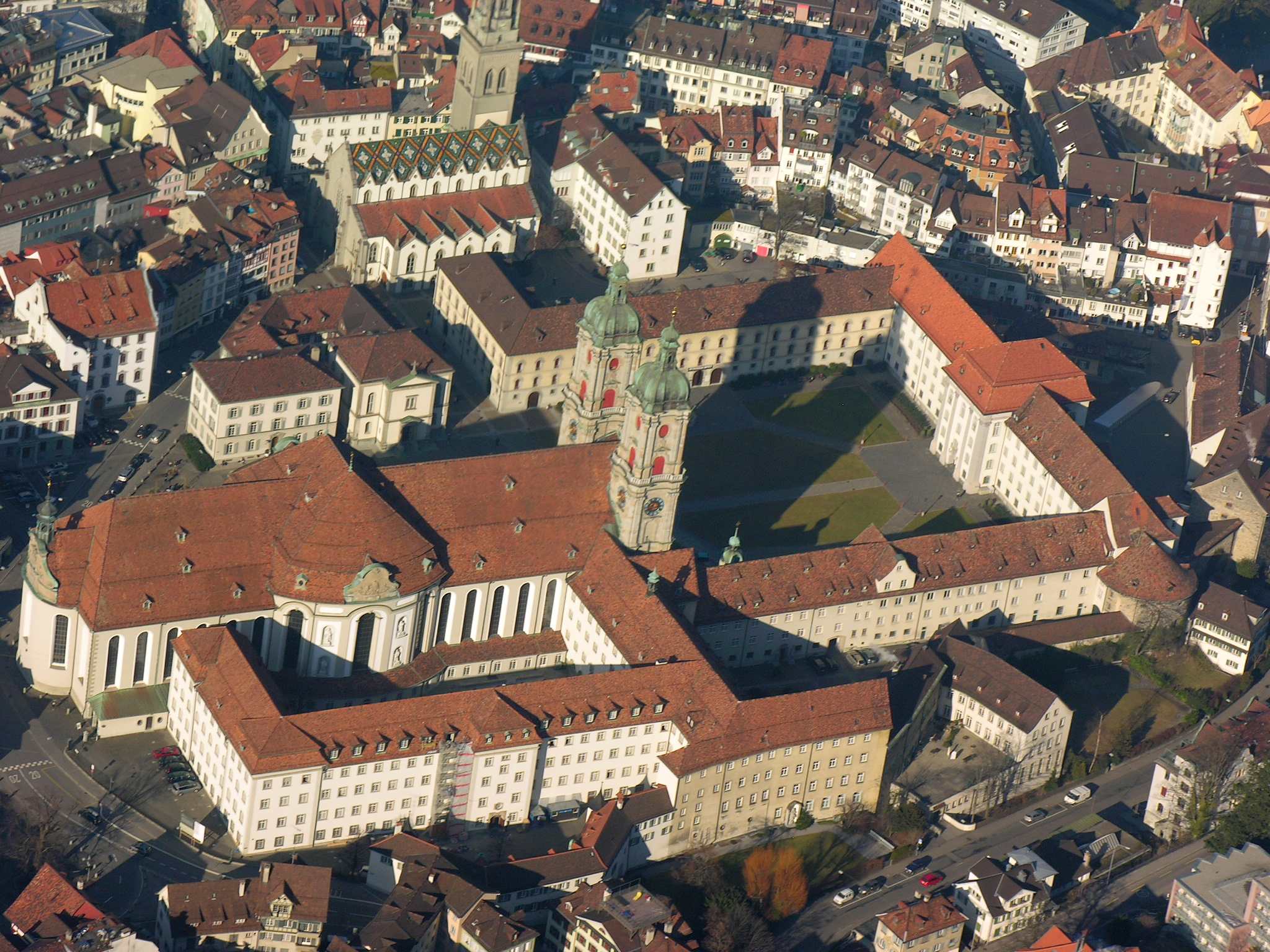
Ce qui est certain, c'est que les deux antiennes étaient en usage, au début du XIe siècle, à l'abbaye de Saint-Gall, à cette époque-là un grand centre de liturgie grégorienne.

On compte peu de manuscrits médiévaux. Par conséquent, il est difficile d'identifier leur origine, soit le propre rite romain, soit issue d'une liturgie locale dans le royaume carolingien.
Pourtant, toutes les deux  antiennes se trouvent dans l'antiphonaire de Hartker, copié entre 990 et 1000. L'authenticité est indiscutable, car l'atelier de l'abbaye Saint-Pierre de Solesmes, qui reste toujours l'un des meilleurs centres des études grégoriennes, qualifie ce manuscrit en tant que le meilleur antiphonaire grégorien (voir Antiphonale monasticum, 2005). L' In paradisum est une antienne sur le folio 199 (dans ce manuscrit, plus précisément page 199) et dans la rubrique In Mat' Laudibus, après la page 198 des répons Requiem æternam et Libera me . Celle de Chorus angelorum se trouve, quant à elle, sur les pages précédentes 195 - 196 , dans une rubrique assez détaillée. Il s'agirait de l'origine de l'usage pour les obsèques. (Ce même texte Chorus angelorum s'employait également dans un rituel de la région de Bénévent du XIe siècle, lors de l'arrivée du cortège à l'entrée de l'église pour la messe).
Dans la région, il s'agirait du seul témoin qui contienne les deux, quoique la bibliothèque de l'abbaye de Saint-Gall possède de nombreux manuscrits semblables, mais qui furent copiés plus tardivement. Cela reste inexplicable. 
De même, après cet antiphonaire par excellence, il y a peu de trace dans toutes les archives européennes. L'université de Ratisbonne enregistre cependant des variantes avec leurs textes un peu différents. Il s'agit d'un manuscrit de Worcester, copié au milieu du XIIIe siècle, qui contient toutes les deux. Les textes actuellement utilisés sont issus du manuscrit de Hartker (Seulement le mot et fut remplacé par ut). Un autre exemple, une notation de Chorus angelorum, se trouve dans un missel parisien (XIIIe siècle), dit de Fortunatus, de même avec le mot ut. La rubrique indique qu'il s'agit d'une antienne [manuscrit en ligne].  
En résumé, les études au regard du Moyen Âge demeurent encore insuffisantes.

### Usage universel
Les deux étaient en usage auprès des établissements religieux . Elles se retrouvent aussi dans le Rituel romain, par exemple celui de 1750 publié en faveur du diocèse de Toulon : « L'Oraison finie, on porte le mort pour l'ensevelir, si c'en est le temps, et en le portant, le Clergé chante : » [lire en ligne]. Donc, malgré sa trace méconnue, cette procession chantée était pratiquée, au XVIIIe siècle, tant aux monastères qu'aux paroisses. 
Puis, au XIXe siècle, les deux antiennes obtinrent une bonne célébrité, grâce au requiem de Gabriel Fauré, composées en une seule pièce. Cette composition ensemble était par ailleurs l'origine de confusion de deux textes.
L'influence de l'œuvre de Fauré est immense. Contrairement à ce que les musiciens considèrent, les antiennes restent, dans le répertoire grégorien, indépendants. Surtout, leurs modes ne sont pas identiques : In paradisum en septième mode ainsi que Chorus angelorum en huitième mode.

## Usage actuel dans la liturgie
L'utilisation en faveur des funérailles est toujours admise d'après le Calendarium Concilii Vatican II.
Tout comme d'autres antiennes, celles-ci gardent plusieurs fonctions dans la liturgie :
1. Procession
Les antiennes sont connues en faveur de la procession, qui accompagne le cercueil du défunt jusqu'au cimetière. Comme cette procession dure normalement assez longtemps, elles sont chantées en alternance pour adapter à cette durée.
2. Vêpres
Dans les vêpres solennelles du défunt, qui précède la messe des morts la veille, on chante ces antiennes avec des répons. La Chorus angelorum est placée au début ainsi que l’In paradisum presque à la fin .
3. Messe
On ignore leur pratique au Moyen Âge, dans la messe. En effet, l'exécution de l'antienne était limitée pour le propre de messe, à savoir les antiennes de l'introït, de l'offertoire et de la communion. De surcroît, cette pratique fut de plus en plus perdue. À la suite des compositions de quelques musiciens français, les In paradisum et Chorus angelorum étaient exactement chantées dans la messe[10]. Mais dans ce cas, il serait inutile de distinguer strictement les fonctions. De fait, dans la messe des morts, après le rite de conclusion, la procession finale n'est autre que celle qui porte la dépouille du défunt[11].

## Influence dans la littérature
Selon les études récentes de Gerard Kilroy et d'autres, ces antiennes auraient inspiré les œuvres de William Shakespeare, notamment le mot dénoncé par Horatio à la fin de la célèbre pièce Hamlet, : « Good night, sweet prince. And flights of angels sing thee to thy rest. (Bonne nuit, cher prince. Et que les anges volants chantent vous pour votre repos.) »

## Mis en musique à la Renaissance
Il existe un motet particulier, qui était conçu dans l'optique de remplacer le plain-chant traditionnel.
- Jean Esquivel Barahona (1563 - † 1614) : motet d'enterrement à 6 voix[13], dans les Motecta Festorum et Dominicarum cum Communi Sanctorum, IV, V, VI et VIII, p. 262 - 265 (1608)[14]

## Mis en musique contemporaine

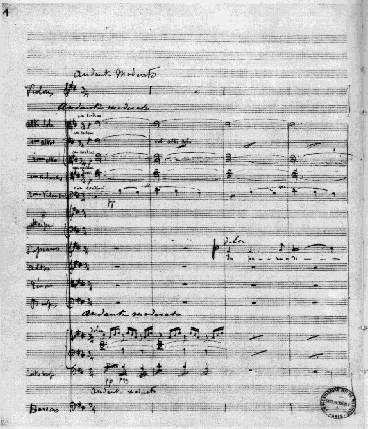
Première page de l’In paradisum de Fauré (partition autographe, version dite de 1893) (Bibliothèque nationale de France, département de la musique, manuscrit 413). Avec le code ⟨•/•⟩, l'écriture d'accompagnement y est économisée, en raison de la composition en tant qu'ostinato.

À partir de l'œuvre de Gabriel Fauré, ces antiennes sont composées en une pièce. 
En ce qui concerne l’In paradisum de Fauré, ce dernier respectait la caractéristique de l'antienne. Car, en qualité de chef de chœur à l'église de la Madeleine de Paris, le compositeur conçut l'œuvre, avec l'intention de renouveler le répertoire de cette église, selon laquelle son ouvrage devait être liturgique. D'où, les textes sont entièrement chantés par la voix de soprano, en monodie et à l'unisson, avec le rythme verbal. Le rôle des instruments demeure secondaire, en ostinato. Mais, il s'agit d'un ostinato très original, en bel arpège, qui symboliserait l'horloge céleste et l'éternité. Le chœur aussi reste secondaire, dont l'exécution se limite pour les deux coda, qui donne l'effet des accords parfaits de voix. Dans le contexte liturgique, ce compositeur créa une nouveauté, qui adaptait sans doute à la célébration à la Madeleine. À la place des religieux qui participaient à la procession, c'était la schola et les musiciens d'orchestre qui jouaient, lors du départ de cercueil, la musique, sans se déplacer.
- Gabriel Fauré (1845 - † 1924) : Requiem, n° 7, In paradisum
- Joseph-Guy Ropartz (1864 - † 1955) : Requiem, n° 8, In paradisum
- Maurice Duruflé (1902 - † 1986) : Requiem, n° 9, In paradisum

À la différence de l'œuvre de Fauré, la composition de Duruflé se consistait des matériaux grégoriens, ce qui reste explicable. À la suite de la publication de l'Édition Vaticane, l'usage du chant grégorien était obligatoire dans toute l'église catholique romaine, jusqu'au concile Vatican II (Décret daté du 14 août 1905).

#### Site duRépertoire grégorien
- In paradisum [lire en ligne]
- Chorus angelorum [lire en ligne]

#### Manuscrit en ligne
- Antiphonaire de Hartker (entre 990 et 1000) ; manuscrit le plus ancien de ces antiennes :
  - In paradisum, folio 199 [manuscrit en ligne]
  - Chorus angelorum, folio 195 [manuscrit en ligne]

#### Synopsis
Synopsis selon l'université de Ratisbonne :
- In paradisum [lire en ligne]
- Chorus angelorum [lire en ligne]